# 丹尼尔·包蒂斯塔
丹尼尔·包蒂斯塔（西班牙語：Daniel Bautista，1952年8月4日—），墨西哥男子田径运动员。他曾代表墨西哥参加1976年和1980年夏季奥林匹克运动会田径比赛，其中1976年奥运会获得一枚金牌。